# EHF European Cup der Frauen 2021/22
Am EHF European Cup 2021/22 nahmen 57 Handball-Vereinsmannschaften teil, die sich in der vorangegangenen Saison in ihren Heimatländern für den Wettbewerb qualifiziert hatten. Rocasa Gran Canaria gewann die zweite Austragung des Wettbewerbs.

## Runde 1
Die erste Runde wurde nicht ausgetragen.

## Runde 2
An der zweiten Runde nahmen 50 Mannschaften teil. Die Gewinner wurden, bis auf eine Begegnung, in einem Hin- und Rückspiel ermittelt.

### Qualifizierte Teams
| - BT Füchse Powersports - UHC Stockerau - roomz JAGS WV - Azeryol HK - ŽRK Borac - HŽRK Grude - RK Hadžići-Interlogistic - HK Hodonín - Sokol Písek - DHC Slavia Prag - Rocasa Gran Canaria - Dicken - H71 - KA/Þór - AEP Panorama - AC PAOK - A.E.S.H. Pylea - Valur Reykjavík - ÍBV Vestmannaeyja - Maccabi Arazim Ramat gan - Ali-Best Espresso-Mestrino - SSV Brixen Südtirol - AC Life Style Handball Erice - Jomi Salerno - KHF Ferizaj | - KHF Istogu - KHF Prishtina 1957 - KHF Vushtrria - HB Dudelange - ACME-Žalgiris Kaunas - ŽRK Despina Prilep - ŽRK Metalurg - ŽRK Čair Skopje - ŽRK Vardar - JuRo Unirek/VZV - Westfriesland SEW - HV Quintus - Alavarium/Love Tiles - ARC Alpendorada - ŽRK Mlinotest Ajdovščina - ŽRK Bekament Bukovička Banja - HC DAC Dunajská Streda - IUVENTA Michalovce - Kristianstad Handboll - Skara HF - Spono Eagles - HSC Kreuzlingen - LK Zug Handball - İzmir BŞB SK - HK Halytschanka Lwiw |

### Ausgeloste Spiele und Ergebnisse
| Mannschaft 1                            | Mannschaft 2                            | Hinspiel             | Rückspiel                        | Gesamt               |
| --------------------------------------- | --------------------------------------- | -------------------- | -------------------------------- | -------------------- |
| A.E.S.H. Pylea Kerlidi 9                | İzmir BŞB SK Kıcıroğlu, Özel je 12      | 23.10.2021 15:00 Uhr | 24.10.2021 15:00 Uhr             | 47 : 55              |
| A.E.S.H. Pylea Kerlidi 9                | İzmir BŞB SK Kıcıroğlu, Özel je 12      | 28 : 27 (13 : 16)    | 19 : 28 (12 : 18)                | 47 : 55              |
| A.E.S.H. Pylea Kerlidi 9                | İzmir BŞB SK Kıcıroğlu, Özel je 12      | 350 Zuschauer        | 420 Zuschauer                    | 47 : 55              |
| AC Life Style Handball Erice Coppola 11 | Maccabi Arazim Ramat gan Storoschuk 22  | 22.10.2021 18:00 Uhr | 23.10.2021 18:00 Uhr             | 52 : 62              |
| AC Life Style Handball Erice Coppola 11 | Maccabi Arazim Ramat gan Storoschuk 22  | 24 : 25 (12 : 08)    | 28 : 37 (12 : 20)                | 52 : 62              |
| AC Life Style Handball Erice Coppola 11 | Maccabi Arazim Ramat gan Storoschuk 22  | 150 Zuschauer        | 180 Zuschauer                    | 52 : 62              |
| AC PAOK Chatziparasidou 15              | ÍBV Vestmannaeyja Elíasdóttir 14        | 23.10.2021 15:00 Uhr | 24.10.2021 15:00 Uhr             | 51 : 53              |
| AC PAOK Chatziparasidou 15              | ÍBV Vestmannaeyja Elíasdóttir 14        | 29 : 24 (15 : 11)    | 22 : 29 (11 : 17)                | 51 : 53              |
| AC PAOK Chatziparasidou 15              | ÍBV Vestmannaeyja Elíasdóttir 14        | 150 Zuschauer        | 110 Zuschauer                    | 51 : 53              |
| JuRo Unirek/VZV Buter 12                | KHF Ferizaj Koneski 13                  | 23.10.2021 19:00 Uhr | 24.10.2021 13:00 Uhr             | 72 : 27              |
| JuRo Unirek/VZV Buter 12                | KHF Ferizaj Koneski 13                  | 35 : 14 (22 : 08)    | 37 : 13 (17 : 07)                | 72 : 27              |
| JuRo Unirek/VZV Buter 12                | KHF Ferizaj Koneski 13                  | 450 Zuschauer        | 350 Zuschauer                    | 72 : 27              |
| AEP Panorama Zeneli 12                  | Azeryol HK Ibrahimova 16                | 23.10.2021 17:30 Uhr | 24.10.2021 17:30 Uhr             | 60 : 48              |
| AEP Panorama Zeneli 12                  | Azeryol HK Ibrahimova 16                | 37 : 21 (19 : 11)    | 23 : 27 (10 : 10)                | 60 : 48              |
| AEP Panorama Zeneli 12                  | Azeryol HK Ibrahimova 16                | 200 Zuschauer        | 150 Zuschauer                    | 60 : 48              |
| roomz JAGS WV Prokop 9                  | Jomi Salerno Romeo 14                   | 16.10.2021 18:30 Uhr | 17.10.2021 17:30 Uhr             | 38 : 62              |
| roomz JAGS WV Prokop 9                  | Jomi Salerno Romeo 14                   | 18 : 31 (14 : 13)    | 20 : 31 (07 : 13)                | 38 : 62              |
| roomz JAGS WV Prokop 9                  | Jomi Salerno Romeo 14                   | 150 Zuschauer        | 100 Zuschauer                    | 38 : 62              |
| HB Dudelange Colarelli-Carrara 17       | ŽRK Metalurg Mladenovska 11             | 16.10.2021 19:00 Uhr | 17.10.2021 18:00 Uhr             | 46 : 40              |
| HB Dudelange Colarelli-Carrara 17       | ŽRK Metalurg Mladenovska 11             | 27 : 18 (12 : 10)    | 19 : 22 (09 : 10)                | 46 : 40              |
| HB Dudelange Colarelli-Carrara 17       | ŽRK Metalurg Mladenovska 11             | 77 Zuschauer         | 227 Zuschauer                    | 46 : 40              |
| KHF Vushtrria Rama 8                    | Spono Eagles S. Amrein, Decurtins je 12 | 16.10.2021 18:00 Uhr | 17.10.2021 19:00 Uhr             | 20 : 83              |
| KHF Vushtrria Rama 8                    | Spono Eagles S. Amrein, Decurtins je 12 | 14 : 42 (07 : 21)    | 06 : 41 (03 : 21)                | 20 : 83              |
| KHF Vushtrria Rama 8                    | Spono Eagles S. Amrein, Decurtins je 12 | 180 Zuschauer        | 120 Zuschauer                    | 20 : 83              |
| Dicken Anna Westerlund 15               | SSV Brixen Südtirol Babbo 14            | 16.10.2021 15:00 Uhr | 23.10.2021 20:00 Uhr             | 49 : 63              |
| Dicken Anna Westerlund 15               | SSV Brixen Südtirol Babbo 14            | 23 : 34 (15 : 16)    | 26 : 29 (11 : 13)                | 49 : 63              |
| Dicken Anna Westerlund 15               | SSV Brixen Südtirol Babbo 14            | 189 Zuschauer        | 300 Zuschauer                    | 49 : 63              |
| ŽRK Bekament Bukovička Banja Garović 22 | Valur Reykjavík Sturludóttir 14         | 16.10.2021 18:00 Uhr | 17.10.2021 18:00 Uhr             | 59 : 52              |
| ŽRK Bekament Bukovička Banja Garović 22 | Valur Reykjavík Sturludóttir 14         | 29 : 28 (10 : 15)    | 30 : 24 (16 : 14)                | 59 : 52              |
| ŽRK Bekament Bukovička Banja Garović 22 | Valur Reykjavík Sturludóttir 14         | 800 Zuschauer        | 1000 Zuschauer                   | 59 : 52              |
| ACME-Žalgiris Kaunas Ilčiukaitė 21      | Westfriesland SEW Veltrop 10            | 16.10.2021 12:00 Uhr | 23.10.2021 18:00 Uhr             | 54 : 56              |
| ACME-Žalgiris Kaunas Ilčiukaitė 21      | Westfriesland SEW Veltrop 10            | 26 : 31 (10 : 15)    | 28 : 25 (13 : 12)                | 54 : 56              |
| ACME-Žalgiris Kaunas Ilčiukaitė 21      | Westfriesland SEW Veltrop 10            | 50 Zuschauer         | 500 Zuschauer                    | 54 : 56              |
| Rocasa Gran Canaria Pavlović 16         | ARC Alpendorada Barbosa 8               | 16.10.2021 18:30 Uhr | 23.10.2021 18:00 Uhr             | 68 : 47              |
| Rocasa Gran Canaria Pavlović 16         | ARC Alpendorada Barbosa 8               | 33 : 22 (16 : 10)    | 35 : 25 (13 : 09)                | 68 : 47              |
| Rocasa Gran Canaria Pavlović 16         | ARC Alpendorada Barbosa 8               | 150 Zuschauer        | 200 Zuschauer                    | 68 : 47              |
| RK Hadžići-Interlogistic Halebić 8      | IUVENTA Michalovce Popovcová 12         | 16.10.2021 16:00 Uhr | 17.10.2021 14:00 Uhr             | 32 : 77              |
| RK Hadžići-Interlogistic Halebić 8      | IUVENTA Michalovce Popovcová 12         | 17 : 39 (09 : 20)    | 15 : 38 (09 : 17)                | 32 : 77              |
| RK Hadžići-Interlogistic Halebić 8      | IUVENTA Michalovce Popovcová 12         | 200 Zuschauer        | 150 Zuschauer                    | 32 : 77              |
| HV Quintus Michielsen 14                | Alavarium/Love Tiles Sequeira 11        | 23.10.2021 19:00 Uhr | 24.10.2021 16:00 Uhr             | 60 : 52              |
| HV Quintus Michielsen 14                | Alavarium/Love Tiles Sequeira 11        | 31 : 28 (14 : 16)    | 29 : 24 (16 : 09)                | 60 : 52              |
| HV Quintus Michielsen 14                | Alavarium/Love Tiles Sequeira 11        | 350 Zuschauer        | 300 Zuschauer                    | 60 : 52              |
| KHF Istogu Muratović 28                 | KA/Þór Ómarsdóttir 13                   | 15.10.2021 18:00 Uhr | 16.10.2021 18:00 Uhr             | 56 : 63              |
| KHF Istogu Muratović 28                 | KA/Þór Ómarsdóttir 13                   | 22 : 26 (12 : 11)    | 34 : 37 (15 : 24)                | 56 : 63              |
| KHF Istogu Muratović 28                 | KA/Þór Ómarsdóttir 13                   | 200 Zuschauer        | 180 Zuschauer                    | 56 : 63              |
| HŽRK Grude Jelčić, Lovrić, Boras je 7   | Sokol Písek Kubišová 7                  | 15.10.2021 18:00 Uhr | 15.10.2021 18:00 Uhr             | 15.10.2021 18:00 Uhr |
| HŽRK Grude Jelčić, Lovrić, Boras je 7   | Sokol Písek Kubišová 7                  | 27 : 38 (12 : 20)    |                                  |                      |
| HŽRK Grude Jelčić, Lovrić, Boras je 7   | Sokol Písek Kubišová 7                  | 250 Zuschauer        |                                  |                      |
| BT Füchse Powersports Schuster 24       | LK Zug Handball Heinzer 13              | 23.10.2021 18:00 Uhr | 24.10.2021 14:00 Uhr             | 51 : 72              |
| BT Füchse Powersports Schuster 24       | LK Zug Handball Heinzer 13              | 26 : 37 (13 : 17)    | 25 : 35 (12 : 16)                | 51 : 72              |
| BT Füchse Powersports Schuster 24       | LK Zug Handball Heinzer 13              | 385 Zuschauer        | 585 Zuschauer                    | 51 : 72              |
| HSC Kreuzlingen Marku 15                | UHC Stockerau Schalko 14                | 16.10.2021 16:00 Uhr | 23.10.2021 16:00 Uhr             | 53 : 55              |
| HSC Kreuzlingen Marku 15                | UHC Stockerau Schalko 14                | 27 : 24 (12 : 12)    | 26 : 31 n. V. (24 : 27, 12 : 14) | 53 : 55              |
| HSC Kreuzlingen Marku 15                | UHC Stockerau Schalko 14                | 350 Zuschauer        | 450 Zuschauer                    | 53 : 55              |
| ŽRK Čair Skopje Dukovska 12             | H71 Weyhe 15                            | 16.10.2021 19:00 Uhr | 17.10.2021 19:00 Uhr             | 53 : 78              |
| ŽRK Čair Skopje Dukovska 12             | H71 Weyhe 15                            | 26 : 43 (16 : 22)    | 27 : 35 (12 : 18)                | 53 : 78              |
| ŽRK Čair Skopje Dukovska 12             | H71 Weyhe 15                            | 300 Zuschauer        | 300 Zuschauer                    | 53 : 78              |
| ŽRK Despina Prilep Bogojeska 5          | Skara HF Felber 14                      | 23.10.2021 16:00 Uhr | 24.10.2021 14:00 Uhr             | 25 : 75              |
| ŽRK Despina Prilep Bogojeska 5          | Skara HF Felber 14                      | 10 : 37 (04 : 17)    | 15 : 38 (07 : 22)                | 25 : 75              |
| ŽRK Despina Prilep Bogojeska 5          | Skara HF Felber 14                      | 308 Zuschauer        | 205 Zuschauer                    | 25 : 75              |
| Ali-Best Espresso-Mestrino Márquez 13   | DHC Slavia Prag Míšová 13               | 23.10.2021 17:00 Uhr | 24.10.2021 11:30 Uhr             | 44 : 54              |
| Ali-Best Espresso-Mestrino Márquez 13   | DHC Slavia Prag Míšová 13               | 23 : 28 (13 : 13)    | 21 : 26 (08 : 11)                | 44 : 54              |
| Ali-Best Espresso-Mestrino Márquez 13   | DHC Slavia Prag Míšová 13               | 105 Zuschauer        | 85 Zuschauer                     | 44 : 54              |
| HC DAC Dunajská Streda Élő 16           | ŽRK Borac Lončar 11                     | 16.10.2021 18:00 Uhr | 23.10.2021 17:00 Uhr             | 62 : 43              |
| HC DAC Dunajská Streda Élő 16           | ŽRK Borac Lončar 11                     | 38 : 26 (23 : 15)    | 24 : 17 (09 : 08)                | 62 : 43              |
| HC DAC Dunajská Streda Élő 16           | ŽRK Borac Lončar 11                     | 250 Zuschauer        | 500 Zuschauer                    | 62 : 43              |
| Kristianstad Handboll Eggert 11         | ŽRK Mlinotest Ajdovščina Perazić 11     | 14.10.2021 20:00 Uhr | 15.10.2021 20:00 Uhr             | 46 : 45              |
| Kristianstad Handboll Eggert 11         | ŽRK Mlinotest Ajdovščina Perazić 11     | 26 : 26 (13 : 12)    | 20 : 19 (10 : 08)                | 46 : 45              |
| Kristianstad Handboll Eggert 11         | ŽRK Mlinotest Ajdovščina Perazić 11     | 500 Zuschauer        | 600 Zuschauer                    | 46 : 45              |
| KHF Prishtina 1957 Gnaraba Keita 14     | ŽRK Vardar Kostovikj 11                 | 16.10.2021 17:00 Uhr | 23.10.2021 17:00 Uhr             | 62 : 71              |
| KHF Prishtina 1957 Gnaraba Keita 14     | ŽRK Vardar Kostovikj 11                 | 35 : 39 (15 : 16)    | 27 : 32 (11 : 21)                | 62 : 71              |
| KHF Prishtina 1957 Gnaraba Keita 14     | ŽRK Vardar Kostovikj 11                 | 200 Zuschauer        | 100 Zuschauer                    | 62 : 71              |
| HK Hodonín Kalinová 8                   | HK Halytschanka Lwiw Markewytsch 10     | 16.10.2021 16:00 Uhr | 17.10.2021 14:00 Uhr             | 27 : 48              |
| HK Hodonín Kalinová 8                   | HK Halytschanka Lwiw Markewytsch 10     | 11 : 22 (05 : 11)    | 16 : 26 (08 : 14)                | 27 : 48              |
| HK Hodonín Kalinová 8                   | HK Halytschanka Lwiw Markewytsch 10     | 150 Zuschauer        | 200 Zuschauer                    | 27 : 48              |

## Runde 3
An der dritten Runde nehmen 32 Mannschaften teil. Die Gewinner werden in einem Hin- und Rückspiel ermittelt.

### Qualifizierte Teams
| - UHC Stockerau - ZOR Wiktoryja-Berasze - Sokol Písek - DHC Slavia Prag - Rocasa Gran Canaria - CB Elche - Costa del Sol Málaga - H71 - AEP Panorama - ÍBV Vestmannaeyja - KA/Þór - Maccabi Arazim Ramat gan - SSV Brixen Südtirol - Jomi Salerno - HB Dudelange - ŽRK Vardar | - JuRo Unirek/VZV - Cabooter HandbaL Venlo - Westfriesland SEW - HV Quintus - Madeira Andebol SAD - ŽRK Bekament Bukovička Banja - ŽRK Naisa Niš - HC DAC Dunajská Streda - IUVENTA Michalovce - Kristianstad Handboll - Skara HF - Spono Eagles - LK Zug Handball - Ankara Yenimahalle BSK - İzmir BŞB SK - HK Halytschanka Lwiw |

### Ausgeloste Spiele und Ergebnisse
| Mannschaft 1                                                 | Mannschaft 2                                  | Hinspiel             | Rückspiel            | Gesamt  |
| ------------------------------------------------------------ | --------------------------------------------- | -------------------- | -------------------- | ------- |
| Spono Eagles Hodel 12                                        | H71 Weyhe 20                                  | 20.11.2021 19:00 Uhr | 21.11.2021 19:00 Uhr | 57 : 65 |
| Spono Eagles Hodel 12                                        | H71 Weyhe 20                                  | 26 : 36 (11 : 20)    | 31 : 29 (11 : 14)    | 57 : 65 |
| Spono Eagles Hodel 12                                        | H71 Weyhe 20                                  | 200 Zuschauer        | - Zuschauer          | 57 : 65 |
| AEP Panorama Zeneli 12                                       | ÍBV Vestmannaeyja Gylfadóttir 14              | 19.11.2021 19:30 Uhr | 20.11.2021 14:00 Uhr | 44 : 55 |
| AEP Panorama Zeneli 12                                       | ÍBV Vestmannaeyja Gylfadóttir 14              | 20 : 26 (09 : 15)    | 24 : 29 (11 : 15)    | 44 : 55 |
| AEP Panorama Zeneli 12                                       | ÍBV Vestmannaeyja Gylfadóttir 14              | 100 Zuschauer        | 50 Zuschauer         | 44 : 55 |
| Westfriesland SEW Alings 9                                   | Maccabi Arazim Ramat gan Storoschuk 12        | 19.11.2021 20:00 Uhr | 20.11.2021 19:00 Uhr | 49 : 50 |
| Westfriesland SEW Alings 9                                   | Maccabi Arazim Ramat gan Storoschuk 12        | 24 : 26 (10 : 13)    | 25 : 24 (12 : 13)    | 49 : 50 |
| Westfriesland SEW Alings 9                                   | Maccabi Arazim Ramat gan Storoschuk 12        | 15 Zuschauer         | 15 Zuschauer         | 49 : 50 |
| LK Zug Handball Heinzer 14                                   | Cabooter HandbaL Venlo L. van Sleeuwen 14     | 13.11.2021 18:00 Uhr | 20.11.2021 18:30 Uhr | 56 : 60 |
| LK Zug Handball Heinzer 14                                   | Cabooter HandbaL Venlo L. van Sleeuwen 14     | 25 : 23 (15 : 15)    | 31 : 37 (12 : 20)    | 56 : 60 |
| LK Zug Handball Heinzer 14                                   | Cabooter HandbaL Venlo L. van Sleeuwen 14     | 260 Zuschauer        | 0 Zuschauer          | 56 : 60 |
| İzmir BŞB SK Kıcıroğlu 12                                    | Madeira Andebol SAD Duarte 13                 | 13.11.2021 15:30 Uhr | 20.11.2021 18:00 Uhr | 57 : 51 |
| İzmir BŞB SK Kıcıroğlu 12                                    | Madeira Andebol SAD Duarte 13                 | 28 : 22 (14 : 11)    | 29 : 29 (12 : 12)    | 57 : 51 |
| İzmir BŞB SK Kıcıroğlu 12                                    | Madeira Andebol SAD Duarte 13                 | 1200 Zuschauer       | 350 Zuschauer        | 57 : 51 |
| Rocasa Gran Canaria Mbengue Rodríguez 13                     | Skara HF Felber, Holm je 13                   | 14.11.2021 12:00 Uhr | 20.11.2021 16:00 Uhr | 64 : 63 |
| Rocasa Gran Canaria Mbengue Rodríguez 13                     | Skara HF Felber, Holm je 13                   | 37 : 38 (18 : 19)    | 27 : 25 (17 : 12)    | 64 : 63 |
| Rocasa Gran Canaria Mbengue Rodríguez 13                     | Skara HF Felber, Holm je 13                   | 300 Zuschauer        | 703 Zuschauer        | 64 : 63 |
| UHC Stockerau Hart 13                                        | HC DAC Dunajská Streda Juhos 13               | 12.11.2021 18:00 Uhr | 20.11.2021 19:00 Uhr | 42 : 69 |
| UHC Stockerau Hart 13                                        | HC DAC Dunajská Streda Juhos 13               | 24 : 33 (10 : 15)    | 18 : 36 (08 : 20)    | 42 : 69 |
| UHC Stockerau Hart 13                                        | HC DAC Dunajská Streda Juhos 13               | 0 Zuschauer          | 450 Zuschauer        | 42 : 69 |
| Costa del Sol Málaga Bravo Baldomero, E. López Jiménez je 12 | HV Quintus Michielsen, Boeters je 13          | 13.11.2021 18:00 Uhr | 14.11.2021 18:00 Uhr | 70 : 60 |
| Costa del Sol Málaga Bravo Baldomero, E. López Jiménez je 12 | HV Quintus Michielsen, Boeters je 13          | 37 : 23 (11 : 10)    | 33 : 37 (15 : 18)    | 70 : 60 |
| Costa del Sol Málaga Bravo Baldomero, E. López Jiménez je 12 | HV Quintus Michielsen, Boeters je 13          | 700 Zuschauer        | 500 Zuschauer        | 70 : 60 |
| ŽRK Naisa Niš Nikolić 13                                     | HB Dudelange Wirtz 12                         | 19.11.2021 18:30 Uhr | 20.11.2021 18:30 Uhr | 50 : 43 |
| ŽRK Naisa Niš Nikolić 13                                     | HB Dudelange Wirtz 12                         | 25 : 22 (13 : 11)    | 25 : 21 (11 : 11)    | 50 : 43 |
| ŽRK Naisa Niš Nikolić 13                                     | HB Dudelange Wirtz 12                         | 500 Zuschauer        | 600 Zuschauer        | 50 : 43 |
| HK Halytschanka Lwiw Dmytryschyn 11                          | IUVENTA Michalovce Bajčiová 8                 | 14.11.2021 14:00 Uhr | 21.11.2021 19:30 Uhr | 45 : 44 |
| HK Halytschanka Lwiw Dmytryschyn 11                          | IUVENTA Michalovce Bajčiová 8                 | 27 : 22 (15 : 10)    | 18 : 22 (08 : 11)    | 45 : 44 |
| HK Halytschanka Lwiw Dmytryschyn 11                          | IUVENTA Michalovce Bajčiová 8                 | 100 Zuschauer        | 100 Zuschauer        | 45 : 44 |
| ŽRK Bekament Bukovička Banja Garović 14                      | Jomi Salerno Manojlovic 12                    | 19.11.2021 18:00 Uhr | 20.11.2021 18:00 Uhr | 58 : 56 |
| ŽRK Bekament Bukovička Banja Garović 14                      | Jomi Salerno Manojlovic 12                    | 29 : 29 (15 : 17)    | 29 : 27 (17 : 13)    | 58 : 56 |
| ŽRK Bekament Bukovička Banja Garović 14                      | Jomi Salerno Manojlovic 12                    | 800 Zuschauer        | 900 Zuschauer        | 58 : 56 |
| DHC Slavia Prag Míšová 15                                    | Sokol Písek Pokorná 23                        | 20.11.2021 17:00 Uhr | 21.11.2021 18:00 Uhr | 57 : 61 |
| DHC Slavia Prag Míšová 15                                    | Sokol Písek Pokorná 23                        | 35 : 34 (18 : 18)    | 22 : 27 (10 : 13)    | 57 : 61 |
| DHC Slavia Prag Míšová 15                                    | Sokol Písek Pokorná 23                        | 120 Zuschauer        | 250 Zuschauer        | 57 : 61 |
| ŽRK Vardar Stojanovska 11                                    | JuRo Unirek/VZV Staal 14                      | 13.11.2021 17:00 Uhr | 20.11.2021 16:00 Uhr | 51 : 61 |
| ŽRK Vardar Stojanovska 11                                    | JuRo Unirek/VZV Staal 14                      | 25 : 35 (17 : 18)    | 26 : 26 (11 : 12)    | 51 : 61 |
| ŽRK Vardar Stojanovska 11                                    | JuRo Unirek/VZV Staal 14                      | 250 Zuschauer        | 0 Zuschauer          | 51 : 61 |
| ZOR Wiktoryja-Berasze Swidunowitsch 12                       | SSV Brixen Südtirol Duran Morens, Babbo je 15 | 19.11.2021 20:00 Uhr | 20.11.2021 19:00 Uhr | 57 : 60 |
| ZOR Wiktoryja-Berasze Swidunowitsch 12                       | SSV Brixen Südtirol Duran Morens, Babbo je 15 | 35 : 33 (17 : 15)    | 22 : 27 (12 : 12)    | 57 : 60 |
| ZOR Wiktoryja-Berasze Swidunowitsch 12                       | SSV Brixen Südtirol Duran Morens, Babbo je 15 | 490 Zuschauer        | 400 Zuschauer        | 57 : 60 |
| Kristianstad Handboll Eggert 15                              | Ankara Yenimahalle BSK Karaçam 18             | 18.11.2021 19:00 Uhr | 19.11.2021 19:00 Uhr | 63 : 44 |
| Kristianstad Handboll Eggert 15                              | Ankara Yenimahalle BSK Karaçam 18             | 28 : 23 (17 : 10)    | 35 : 21 (19 : 08)    | 63 : 44 |
| Kristianstad Handboll Eggert 15                              | Ankara Yenimahalle BSK Karaçam 18             | 147 Zuschauer        | 226 Zuschauer        | 63 : 44 |
| KA/Þór Ómarsdóttir 12                                        | CB Elche Sempere 10                           | 20.11.2021 12:00 Uhr | 21.11.2021 12:00 Uhr | 40 : 43 |
| KA/Þór Ómarsdóttir 12                                        | CB Elche Sempere 10                           | 18 : 22 (10 : 13)    | 22 : 21 (10 : 13)    | 40 : 43 |
| KA/Þór Ómarsdóttir 12                                        | CB Elche Sempere 10                           | 300 Zuschauer        | 650 Zuschauer        | 40 : 43 |

## Achtelfinale
Am Achtelfinale nehmen 16 Mannschaften teil. Die Gewinner werden in einem Hin- und Rückspiel ermittelt.

### Qualifizierte Teams
| - Sokol Písek - Rocasa Gran Canaria - CB Elche - Costa del Sol Málaga - H71 - ÍBV Vestmannaeyja - Maccabi Arazim Ramat gan - SSV Brixen Südtirol | - JuRo Unirek/VZV - Cabooter HandbaL Venlo - ŽRK Bekament Bukovička Banja - ŽRK Naisa Niš - HC DAC Dunajská Streda - Kristianstad Handboll - İzmir BŞB SK - HK Halytschanka Lwiw |

### Ausgeloste Spiele und Ergebnisse
| Mannschaft 1                                       | Mannschaft 2                                | Hinspiel             | Rückspiel            | Gesamt  |
| -------------------------------------------------- | ------------------------------------------- | -------------------- | -------------------- | ------- |
| İzmir BŞB SK Kıcıroğlu 12                          | Rocasa Gran Canaria Mbengue 17              | 08.01.2022 15:00 Uhr | 16.01.2022 12:00 Uhr | 55 : 64 |
| İzmir BŞB SK Kıcıroğlu 12                          | Rocasa Gran Canaria Mbengue 17              | 28 : 28 (16 : 14)    | 27 : 36 (10 : 21)    | 55 : 64 |
| İzmir BŞB SK Kıcıroğlu 12                          | Rocasa Gran Canaria Mbengue 17              | 700 Zuschauer        | 200 Zuschauer        | 55 : 64 |
| SSV Brixen Südtirol Babbo, Ghilardi je 6           | HK Halytschanka Lwiw Dmytryschyn 13         | 08.01.2022 19:00 Uhr | 16.01.2022 14:00 Uhr | 29 : 46 |
| SSV Brixen Südtirol Babbo, Ghilardi je 6           | HK Halytschanka Lwiw Dmytryschyn 13         | 29 : 36 (16 : 20)    | 0 : 10 (0 : 00)      | 29 : 46 |
| SSV Brixen Südtirol Babbo, Ghilardi je 6           | HK Halytschanka Lwiw Dmytryschyn 13         | 400 Zuschauer        |                      | 29 : 46 |
| JuRo Unirek/VZV Kruijer 6                          | Costa del Sol Málaga dos Santos Medeiros 13 | 07.01.2022 20:00 Uhr | 09.01.2022 11:00 Uhr | 41 : 60 |
| JuRo Unirek/VZV Kruijer 6                          | Costa del Sol Málaga dos Santos Medeiros 13 | 19 : 35 (07 : 22)    | 22 : 25 (11 : 12)    | 41 : 60 |
| JuRo Unirek/VZV Kruijer 6                          | Costa del Sol Málaga dos Santos Medeiros 13 | 1000 Zuschauer       | 500 Zuschauer        | 41 : 60 |
| ŽRK Naisa Niš Stamenković 19                       | H71 Weyhe 18                                | 09.01.2022 18:30 Uhr | 15.01.2022 15:00 Uhr | 64 : 69 |
| ŽRK Naisa Niš Stamenković 19                       | H71 Weyhe 18                                | 38 : 39 (18 : 22)    | 26 : 30 (13 : 16)    | 64 : 69 |
| ŽRK Naisa Niš Stamenković 19                       | H71 Weyhe 18                                | 500 Zuschauer        | 400 Zuschauer        | 64 : 69 |
| Sokol Písek Chlupová 15                            | ÍBV Vestmannaeyja Gylfadóttir 13            | 08.01.2022 16:00 Uhr | 09.01.2022 14:00 Uhr | 49 : 60 |
| Sokol Písek Chlupová 15                            | ÍBV Vestmannaeyja Gylfadóttir 13            | 20 : 27 (07 : 13)    | 29 : 33 (15 : 16)    | 49 : 60 |
| Sokol Písek Chlupová 15                            | ÍBV Vestmannaeyja Gylfadóttir 13            | 60 Zuschauer         | 75 Zuschauer         | 49 : 60 |
| Cabooter HandbaL Venlo van Sleeuwen, Grummel je 12 | ŽRK Bekament Bukovička Banja Kocić 21       | 14.01.2022 18:00 Uhr | 15.01.2022 18:00 Uhr | 55 : 59 |
| Cabooter HandbaL Venlo van Sleeuwen, Grummel je 12 | ŽRK Bekament Bukovička Banja Kocić 21       | 31 : 32 (18 : 17)    | 24 : 27 (09 : 15)    | 55 : 59 |
| Cabooter HandbaL Venlo van Sleeuwen, Grummel je 12 | ŽRK Bekament Bukovička Banja Kocić 21       | 600 Zuschauer        | 600 Zuschauer        | 55 : 59 |
| HC DAC Dunajská Streda Élő 10                      | Kristianstad Handboll Hansson 11            | 15.01.2022 16:00 Uhr | 16.01.2022 16:00 Uhr | 54 : 44 |
| HC DAC Dunajská Streda Élő 10                      | Kristianstad Handboll Hansson 11            | 21 : 23 (13 : 12)    | 33 : 21 (17 : 12)    | 54 : 44 |
| HC DAC Dunajská Streda Élő 10                      | Kristianstad Handboll Hansson 11            | 125 Zuschauer        | 130 Zuschauer        | 54 : 44 |
| Maccabi Arazim Ramat gan Chawronina 9              | CB Elche Musons, Gascó, Martínez je 11      | 14.01.2022 20:00 Uhr | 16.01.2022 12:00 Uhr | 38 : 63 |
| Maccabi Arazim Ramat gan Chawronina 9              | CB Elche Musons, Gascó, Martínez je 11      | 16 : 34 (07 : 17)    | 22 : 29 (11 : 15)    | 38 : 63 |
| Maccabi Arazim Ramat gan Chawronina 9              | CB Elche Musons, Gascó, Martínez je 11      | 250 Zuschauer        | 200 Zuschauer        | 38 : 63 |

## Viertelfinale
Am Viertelfinale nahmen acht Mannschaften teil. Die Gewinner wurden in Hin- und Rückspielen ermittelt.

### Qualifizierte Teams
| - Rocasa Gran Canaria - CB Elche - Costa del Sol Málaga - H71 | - ÍBV Vestmannaeyja - ŽRK Bekament Bukovička Banja - HC DAC Dunajská Streda - HK Halytschanka Lwiw |

### Ausgeloste Spiele und Ergebnisse
| Mannschaft 1                          | Mannschaft 2                             | Hinspiel               | Rückspiel            | Gesamt  |
| ------------------------------------- | ---------------------------------------- | ---------------------- | -------------------- | ------- |
| ÍBV Vestmannaeyja Marija Jovanović 16 | Costa del Sol Málaga S. López Jiménez 15 | 12.02.2022 18:00 Uhr   | 13.02.2022 18:00 Uhr | 50 : 68 |
| ÍBV Vestmannaeyja Marija Jovanović 16 | Costa del Sol Málaga S. López Jiménez 15 | 23 : 34 (12 : 19)      | 27 : 34 (13 : 18)    | 50 : 68 |
| ÍBV Vestmannaeyja Marija Jovanović 16 | Costa del Sol Málaga S. López Jiménez 15 | 1100 Zuschauer         | 850 Zuschauer        | 50 : 68 |
| CB Elche Martínez 12                  | Rocasa Gran Canaria Mbengue Rodríguez 9  | 13.02.2022 12:00 Uhr   | 20.02.2022 12:00 Uhr | 39 : 45 |
| CB Elche Martínez 12                  | Rocasa Gran Canaria Mbengue Rodríguez 9  | 22 : 22 (12 : 12)      | 17 : 23 (07 : 09)    | 39 : 45 |
| CB Elche Martínez 12                  | Rocasa Gran Canaria Mbengue Rodríguez 9  | 550 Zuschauer          | 200 Zuschauer        | 39 : 45 |
| ŽRK Bekament Bukovička Banja Kocić 14 | HC DAC Dunajská Streda Élő 19            | 12.02.2022 18:00 Uhr   | 19.02.2022 18:00 Uhr | 59 : 53 |
| ŽRK Bekament Bukovička Banja Kocić 14 | HC DAC Dunajská Streda Élő 19            | 30 : 23 (17 : 13)      | 29 : 30 (15 : 17)    | 59 : 53 |
| ŽRK Bekament Bukovička Banja Kocić 14 | HC DAC Dunajská Streda Élő 19            | 1000 Zuschauer         | 136 Zuschauer        | 59 : 53 |
| HK Halytschanka Lwiw Dmytryschyn 11   | H71 Weyhe, Mittún je 9                   | 13.02.2022 14:00 Uhr * | 20.02.2022 21:00 Uhr | 37 : 26 |
| HK Halytschanka Lwiw Dmytryschyn 11   | H71 Weyhe, Mittún je 9                   | 10:0 (00:00)           | 27:26 (10:13)        | 37 : 26 |
| HK Halytschanka Lwiw Dmytryschyn 11   | H71 Weyhe, Mittún je 9                   | 651 Zuschauer          |                      | 37 : 26 |

* Wegen der unsicheren Lage im Vorfeld des russischen Überfalls auf die Ukraine 2022 reiste das Team aus Färöer nicht in die Ukraine ein, das als Rückspiel angesetzte Match in Torshavn wurde wie geplant durchgeführt. Die EHF hatte den Vereinen mehrere Lösungen angeboten. Der Termin für das Spiel wurde dann am 18. Februar 2022 durch die EHF zunächst ausgesetzt. Am 7. März 2022 wertete die EHF das nicht ausgetragene Spiel in der Ukraine mit 10:0 für Halytschanka.

## Halbfinale
Am Halbfinale nahmen vier Mannschaften teil. Die Gewinner wurden in einem Hin- und Rückspiel ermittelt.

### Qualifizierte Teams
| - Rocasa Gran Canaria - Costa del Sol Málaga | - ŽRK Bekament Bukovička Banja - HK Halytschanka Lwiw |

### Ausgeloste Spiele und Ergebnisse
| Mannschaft 1                                | Mannschaft 2                                      | Hinspiel             | Rückspiel            | Gesamt  |
| ------------------------------------------- | ------------------------------------------------- | -------------------- | -------------------- | ------- |
| HK Halytschanka Lwiw * Poljak 10            | Rocasa Gran Canaria Pavlović 17                   | 26.03.2022 17:00 Uhr | 03.04.2022 14:00 Uhr | 47 : 53 |
| HK Halytschanka Lwiw * Poljak 10            | Rocasa Gran Canaria Pavlović 17                   | 20 : 19 (12 : 11)    | 27 : 34 (15 : 18)    | 47 : 53 |
| HK Halytschanka Lwiw * Poljak 10            | Rocasa Gran Canaria Pavlović 17                   | 470 Zuschauer        | 500 Zuschauer        | 47 : 53 |
| Costa del Sol Málaga dos Santos Medeiros 15 | ŽRK Bekament Bukovička Banja Garović, Kocić je 10 | 26.03.2022 18:00 Uhr | 02.04.2022 19:00 Uhr | 61 : 42 |
| Costa del Sol Málaga dos Santos Medeiros 15 | ŽRK Bekament Bukovička Banja Garović, Kocić je 10 | 36 : 21 (16 : 11)    | 25 : 21 (15 : 06)    | 61 : 42 |
| Costa del Sol Málaga dos Santos Medeiros 15 | ŽRK Bekament Bukovička Banja Garović, Kocić je 10 | 1400 Zuschauer       | 850 Zuschauer        | 61 : 42 |

* HK Halytschanka Lwiw trug sein Heimspiel in Hodonín (Tschechien) aus; Hintergrund war der russische Überfall auf die Ukraine 2022.

## Finale
Im Finale standen sich die beiden spanischen Vereine Rocasa Gran Canaria und Costa del Sol Málaga gegenüber. Das erste Spiel fand am 8. Mai 2022 in Telde statt, das zweite Spiel am 14. Mai 2022 in Málaga.
| Mannschaft 1        | Mannschaft 2         | Hinspiel           | Rückspiel          | Gesamt      |
| ------------------- | -------------------- | ------------------ | ------------------ | ----------- |
| Rocasa Gran Canaria | Costa del Sol Málaga | 08.05.22 14:00 Uhr | 14.05.22 20:00 Uhr | 46 : 46 (a) |
| Rocasa Gran Canaria | Costa del Sol Málaga | 21 : 17 (09 : 08)  | 25 : 29 (11 : 16)  | 46 : 46 (a) |
| Rocasa Gran Canaria | Costa del Sol Málaga | 1200 Zuschauer     | 7183 Zuschauer     | 46 : 46 (a) |

Rocasa Gran Canaria gewann den European Cup aufgrund der mehr erzielten Auswärtstore (Auswärtstorregel).

### Hinspiel
Rocasa Gran Canaria - Costa del Sol Málaga  21 : 17 (09 : 08)
8. Mai 2022 in Telde, Pabellón Insular Rita Hernández, 1200 Zuschauer.
Rocasa Gran Canaria: Navarro (1), Palomino – Pavlović  (7), Pérez (4), Gomes Da Costa   (3), Arangio (2), Mbengue Rodríguez  (2), Zygoura  (1), Hosoe (1), Falcón, Pizzo, de Miguel Cabrera, Spugnini, González Méndez, Guerra González, Toledo Abreu
Costa del Sol Málaga: Castellanos, Fernádez – E. López Jiménez (4), Bravo (4), Rojas Asensio (3), dos Santos Medeiros (2), S. López Jiménez (1), García Ávila  (1), Doiro (1), Arderíus   (1), Alves Carneiro, Campigli , Gutiérrez, Barranco Machuca, Sánchez Cano, Segado Montero
Schiedsrichter: Dorian Sirbu und Victor Serdiuc,  Moldau

### Rückspiel
Costa del Sol Málaga - Rocasa Gran Canaria  29 : 25 (16 : 11)
14. Mai 2022 in Málaga, Ciudad Deportiva de Carranque, 7183 Zuschauer.
Costa del Sol Málaga: Castellanos, Fernádez – dos Santos Medeiros (11), E. López Jiménez  (5), Arderíus  (4), Campigli  (4), S. López Jiménez (3), Doiro  (2), Bravo, Alves Carneiro, Gutiérrez, Barranco Machuca, Sánchez Cano, Segado Montero, Rojas Asensio, García Ávila
Rocasa Gran Canaria: Navarro, Palomino – Mbengue Rodríguez  (6), Falcón (4), Spugnini (4), Pavlović (3), Pérez Risco   (2), Gomes Da Costa   (2), Hosoe  (2), Zygoura (1), Melián (1), Pizzo  , González Méndez, Guerra González, Martín
Schiedsrichter: Urszula Lesiak und Małgorzata Lidacka,  Polen

## Statistiken

### Torschützenliste
Die Torschützenliste zeigt die drei besten Torschützinnen des EHF-Europapokals 2021/22.
Zu sehen sind die Nation der Spielerin, der Name, die Position, der Verein, die gespielten Spiele, die Tore und die Ø-Tore.
| Pl. | Nation    | Spieler                      | Pos. | Verein                       | Sp. | Tore | Ø    |
| --- | --------- | ---------------------------- | ---- | ---------------------------- | --- | ---- | ---- |
| 1.  | Kroatien  | Katarina Pavlović            | (RR) | Rocasa Gran Canaria          | 10  | 59   | 5,90 |
| 2.  | Serbien   | Tamara Kocić                 | (LA) | ŽRK Bekament Bukovička Banja | 8   | 57   | 7,13 |
| 3.  | Brasilien | Isabelle dos Santos Medeiros | (RL) | Costa del Sol Málaga         | 10  | 56   | 5,60 |